# Álvaro de Bazán (1571-1646)
Alvaro II de Bazán, marchese di Santa Cruz, (Napoli, 12 settembre 1571 – Madrid, 17 agosto 1646), è stato un generale spagnolo.

## Biografia

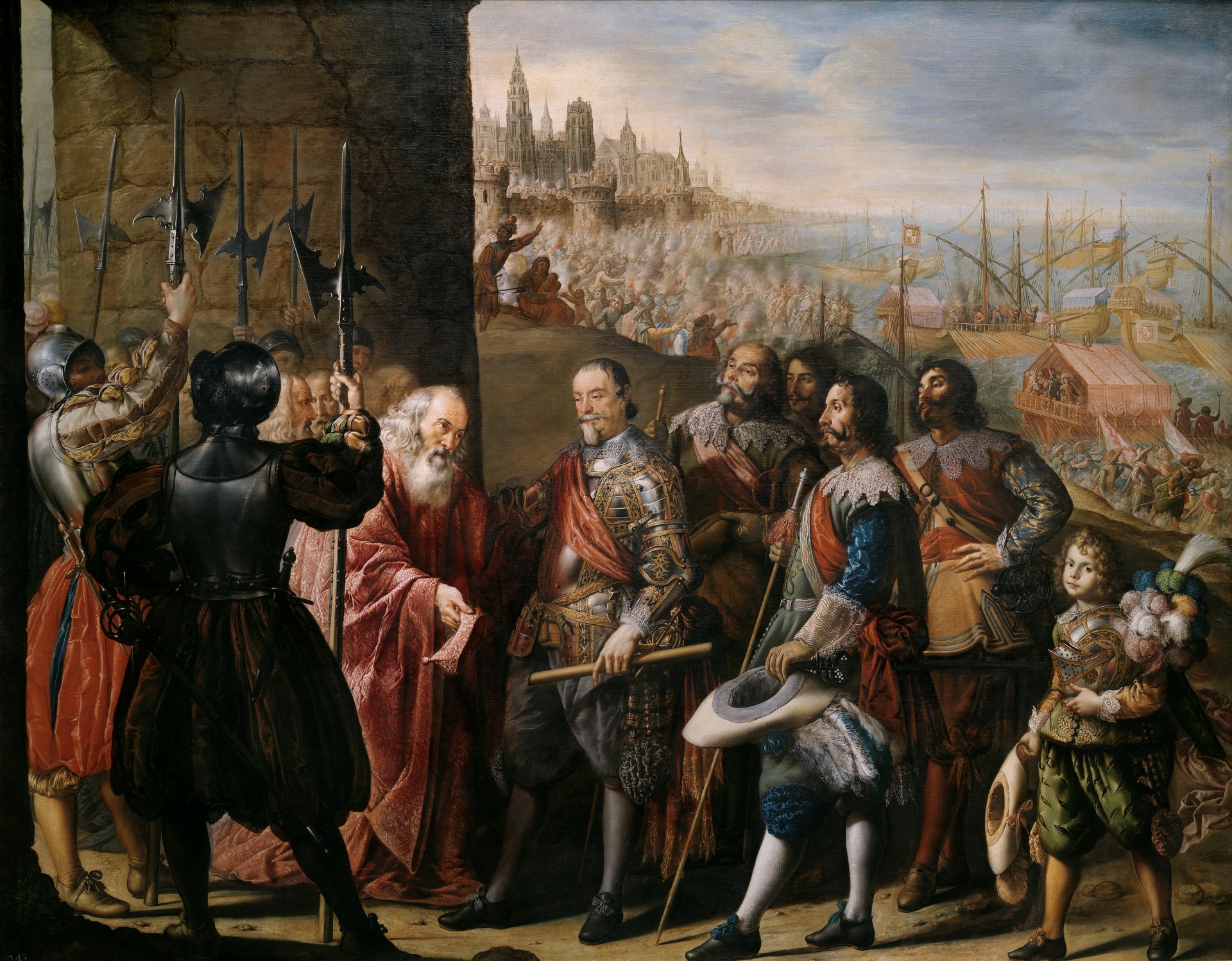
Alvaro de Bazán (al centro) durante la liberazione di Genova in un dipinto di Antonio de Pereda.

Non famoso come suo padre, Álvaro de Bazán, fu un valente militare spagnolo impegnato nella maggior parte dei conflitti per mare e per terra della sua epoca.
Egli iniziò la propria carriera militare nel 1596 quando venne coinvolto nella difesa di Cadice contro gli attacchi della flotta inglese inviata a conquistare quell'avamposto per ordine della regina Elisabetta I d'Inghilterra. Trasferitosi nel 1603 nella nativa Napoli, divenne capitano generale delle galee del Regno di Napoli, nel 1604 fu nuovamente per mare lungo le coste africane del Mediterraneo per combattere azioni piratesche perpetrate dai turchi a danno della Spagna. Nella prosecuzione di questa lotta, venne coinvolto nell'assedio e nella successiva conquista della città di Durazzo lungo la costa albanese.
Per i successi ottenuti nel Mediterraneo, nel 1612 venne nominato comandante generale della flotta navale di Napoli ove condusse alcune galee rilevate dal porto di Algeri. Nel 1614 venne coinvolto nelle operazioni di trasporto in nordafrica dei "moriscos" spagnoli ed alla successiva spedizione lungo le coste dell'Africa nel 1622. A questo punto della sua carriera venne chiamato ad intervenire nella delicata questione della liberazione di Genova la quale era stata assediata dalle navi del re di Francia (con l'appoggio dei duchi di Savoia) dal momento che la Repubblica si era rifiutata di finanziare le azioni belliche dei francesi contro la Spagna che tradizionalmente la proteggeva. Egli inviò le proprie galee a Genova e l'operazione di recupero della città ebbe successo malgrado i danni subiti.
Per il grande valore dimostrato sul campo e per la fama di grande condottiero, venne nominato dapprima comandante generale delle galee spagnole nel Mediterraneo nel 1629 e fu poi governatore del Ducato di Milano dal 1630 rimanendo in carica sino al 1631 e cioè nel periodo della grande peste descritta dal Manzoni ne "I promessi sposi". Successivamente divenne Generale e Maestro di Campo nelle Fiandre nel periodo della reggenza dell'infanta Isabella Clara Eugenia di Spagna nonché comandante generale della flotta navale e generale d'esercito nel corso della Guerra dei Trent'anni.
A livello politico, venne nominato da Filippo IV di Spagna membro del consiglio di guerra e del consiglio di stato, oltre ai titoli nobiliari di marchese di El Viso, signore di Valdepeñas e Grande di Spagna.
Sposò nel 1590 ad Almagro, Spagna, Guiomar Manrique de Lara, dalla quale ebbe due figli e cinque figlie.
Morì nel 1646.